# Control de cuentas de usuario

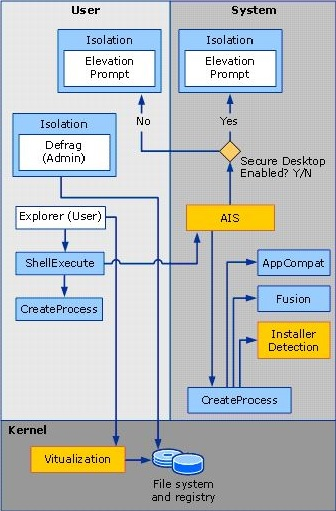
Un diagrama de El Control de Cuentas de Usuario, de Microsoft Windows.

El Control de Cuentas de Usuario (UAC por sus siglas en inglés) es una tecnología e infraestructura de seguridad que Microsoft introdujo con Windows Vista ahora presente en Windows 7-8-10-11; Server 2008 y Server 2012. Su objetivo es mejorar la seguridad de Windows al impedir que aplicaciones maliciosas hagan cambios no autorizados en el ordenador. Debido en parte a las frecuentes alertas que conlleva usar este sistema, se puede desactivar en Windows 7 y Windows Vista.
Trata de mejorar la seguridad de Microsoft Windows limitando el software de aplicaciones a los privilegios de usuario estándar, hasta que un administrador autoriza un incremento o elevación.
- A continuación, se enumeran algunos motivos por los que hoy en día las empresas funcionan con usuarios administradores con Windows Vista: 
  - Instalación de aplicaciones (los miembros del grupo Usuarios no pueden instalar o desinstalar aplicaciones): Muchas empresas no disponen de un método centralizado de implementación de aplicaciones para los usuarios, como por ejemplo, Microsoft Systems Management Server (SMS), la Directiva de grupo de Instalación de software (GPSI) u otra tecnología de implementación de aplicaciones similar. Las empresas que sí usan tecnologías de implementación de software permiten que los usuarios se ejecuten como administradores debido a instalaciones de aplicaciones ad hoc específicas para departamentos específicos (por ejemplo, una aplicación de hojas de cálculo personalizada para el departamento de marketing).
  - Aplicaciones web personalizadas (controles ActiveX): Con el crecimiento de la comunidad de fabricantes independientes de software (ISV), muchas empresas optan por aplicaciones personalizadas diseñadas para sus requisitos de negocio específicos. Muchas de estas aplicaciones personalizadas incorporan un front-end de explorador web que requiere un control ActiveX para poder instalarse. Dado que los controles ActiveX son archivos ejecutables y pueden contener malware, Windows impide que los miembros del grupo usuarios puedan instalarlos.
  - TCO inferior percibido (menos llamadas a soporte técnico frente a menor superficie de ataques): Muchas empresas creen que al permitir que los usuarios se instalen sus propias aplicaciones disminuirá el número y el costo de llamadas al departamento de soporte técnico. Sin embargo, operar en las estaciones de trabajo como administrador también hace que la red sea más vulnerable a "malware" (el término que engloba todo el software malintencionado, incluyendo virus, caballos de Troya, spyware y cierto adware. El malware puede explotar el acceso de nivel de sistema de una cuenta de administrador local para dañar archivos, cambiar configuraciones del sistema e incluso transmitir datos confidenciales fuera de la red. Enlaces externos

UAC (User Account Control) — Información en Microsoft TechNet

## Evento que provocan la aparición de UAC
- Iniciar programa como Administrador.
- Cambios en ciertas secciones del Panel de Control: Listas de control de Acceso (ACL), Firewall, UAC, Windows Update, agregar y eliminar usuarios o habilitar cuenta tipo Invitado (windows 7, 8.1), Detección de redes, Compartir impresoras en red, etc
- Modificar carpetas como %SYSTEMROOT%, %ProgramFiles% entre otros
- Programador de Tareas, Copia de seguridad. Restaurar Sistema, Acceso Remoto, Desfragmentador, Editor de Registro, cambiar la hora del sistema, etc.

- Datos: Q818381